# Megan Montaner
Megan Gracia Montaner (Huesca, 21 de agosto de 1987), conocida como Megan Montaner, es una actriz española conocida especialmente por sus trabajos en televisión. Es recordada principalmente por sus participaciones en series de gran éxito nacional como El secreto de Puente Viejo (2011-2012), Sin identidad (2014-2015), La caza (2019-2023), Si lo hubiera sabido (2022) o Entre tierras (2023-2024) .

## Biografía
Nació en Huesca en 1987 donde estudió maquillaje y más tarde se trasladó a Madrid a estudiar interpretación en la escuela de Cristina Rota, entre 2008 y 2010. Sus primeras apariciones en pantalla fueron en Tiempo de descuento, y La pecera de Eva de Telecinco. También participó como actriz secundaria en el telefilme de Telecinco llamado Vuelo IL 8714 que trataba sobre el accidente de avión de Spanair.
En 2010, Antena 3 la fichó para Tormenta (donde aparecían también, entre otros, Patricia Montero, Óscar Sinela, Adam Jezierski y Patricia Vico), y que se estrenó finalmente en 2013. Más tarde, fue fichada por Televisión Española y Amar en tiempos revueltos.
En 2011 trabajó en la serie de Antena 3, El secreto de Puente Viejo, junto a Álex Gadea, María Bouzas, Alejandra Onieva y Jonás Berami, En noviembre de ese año se confirma su fichaje para la tercera temporada de la serie Gran Hotel.
En julio de 2013, se confirma su pparticipación en la película de David Menkes, Por un puñado de besos, que se estrenó el 16 de mayo de 2014. También ese año protagonizó la película Dioses y perros junto a Hugo Silva, dirigida por David Marqués. En octubre de 2013, Antena 3 la ficha para ser la protagonista de la nueva serie Sin identidad, estrenada en mayo de 2014, junto a Verónica Sánchez y Miguel Ángel Muñoz. Por su interpretación en la serie fue nominada a mejor actriz protagonista de televisión en los Premios Unión de Actores y Actrices.
En 2014 protagoniza la primera temporada de la miniserie de La 1 Víctor Ros junto a Carles Francino y Esmeralda Moya. En 2016 aparece como personaje invitado en dos capítulos de la segunda temporada de la serie. En mayo de 2014 se confirmaba por varios portales de información que regresaba como actriz invitada a El secreto de Puente Viejo.
En 2015 se confirma como una de las protagonistas de La catedral del mar, adaptación de la novela de Ildefonso Falcones para Antena 3, cayéndose del elenco en junio de 2016 por incompatibilidades con nuevos proyectos. En diciembre de ese mismo año ficha por La embajada, serie de esa misma cadena. También en 2016 se estrena en Italia Task Force 45, emitida por la cadena Mediaset Italia.
En abril de 2017 participó en Velvet Colección en Movistar+, el spin-off de la serie Velvet de Antena 3, junto a Imanol Arias, Aitana Sánchez-Gijón, Adrián Lastra, Marta Torné, Mónica Cruz, Andrea Duro y Marta Hazas, entre otros. En junio de 2017 estrenó la comedia Señor, dame paciencia, una película protagonizada por Jordi Sánchez en la que comparte reparto con Eduardo Casanova, Silvia Alonso y David Guapo.
En 2019 estrenó la serie La caza. Monteperdido para La 1 con un papel protagonista junto a Alain Hernández y Francis Lorenzo, y en 2021 la segunda temporada de la serie La caza. Tramuntana junto con Alain Hernández. En 2023 estrenó la tercera temporada de la serie, titulada La caza. Guadiana, junto con Alain Hernández y Félix Gómez.
En 2020 fichó por Álex de la Iglesia para protagonizar la serie de HBO España 30 monedas, junto con Macarena Gómez, Miguel Ángel Silvestre y Eduard Fernández, y por la que nominada en los Premios Feroz como mejor actriz protagonista de una serie. La segunda temporada se estrenó en 2023.
En 2021 protagonizó la serie Lejos de ti en Italia, emitida también en España por Telecinco. En 2022 protagonizó la serie de Netflix Si lo hubiera sabido y un año más tarde regresó a Antena 3, con Entre tierras.

## Vida personal
Desde 2013 tiene una relación sentimental con Gorka Ortúzar, biólogo de profesión y con el que tiene dos hijos, Káel, nacido en abril de 2017  y Soren, nacido en enero de 2023.

## Filmografía

### Televisión

#### Series
| Año               | Título                            | Personaje                                   | Notas         |
| ----------------- | --------------------------------- | ------------------------------------------- | ------------- |
| 2010              | La pecera de Eva                  | Leticia                                     | 8 episodios   |
| 2010              | Vuelo IL 8714                     | Rocío                                       | Telefilme     |
| 2010 - 2011       | Amar en tiempos revueltos         | Gloria Hernández Sánchez                    | 86 episodios  |
| 2011 - 2012; 2014 | El secreto de Puente Viejo        | Pepa Balmes                                 | 382 episodios |
| 2013              | Tormenta                          | Elia                                        | Telefilme     |
| 2013              | Gran Hotel                        | Maite Ribelles de Alarcón                   | 14 episodios  |
| 2014 - 2015       | Sin identidad                     | María Fuentes VergelMercedes Dantés Petrova | 23 episodios  |
| 2014 - 2016       | Víctor Ros                        | Lola «La Valenciana»                        | 8 episodios   |
| 2016              | Fuoco amico TF45 - Eroe per amore | Samira Kassem                               | 8 episodios   |
| 2016              | La embajada                       | Sara Domingo                                | 8 episodios   |
| 2017 - 2018       | Velvet Colección                  | Elena Pons                                  | 20 episodios  |
| 2019; 2021; 2023  | La caza                           | Sara Campos                                 | 24 episodios  |
| 2019              | Lejos de ti                       | Candela Montero                             | 8 episodios   |
| 2020 - 2021; 2023 | 30 monedas                        | Elena Echevarría                            | 16 episodios  |
| 2022              | Si lo hubiera sabido              | Emma Castellanos                            | 8 episodios   |
| 2023              | Entre tierras                     | María Rodríguez                             | 10 episodios  |

#### Programas
| Año  | Título                   | Función |
| ---- | ------------------------ | ------- |
| 2016 | Pequeños Gigantes Italia | Jurado  |

### Cine
| Año  | Título                 | Personaje             | Director            | Notas      |
| ---- | ---------------------- | --------------------- | ------------------- | ---------- |
| 2014 | Por un puñado de besos | Lidia                 | David Menkes        | Secundaria |
| 2014 | Dioses y perros        | Adela                 | David Marqués       | Principal  |
| 2017 | Señor, dame paciencia  | Sandra Zaldíval Ramos | Álvaro Díaz Lorenzo | Principal  |
| 2022 | La vida padre          | Nagore Mondragón      | Joaquín Mazón       | Principal  |

## Premios y nominaciones
Premios Feroz
| Año  | Categoría                              | Título     | Resultado |
| ---- | -------------------------------------- | ---------- | --------- |
| 2020 | Mejor actriz protagonista de una serie | 30 monedas | Nominada  |

Unión de Actores y Actrices
| Año  | Categoría                               | Título        | Resultado |
| ---- | --------------------------------------- | ------------- | --------- |
| 2014 | Mejor actriz protagonista de televisión | Sin identidad | Nominada  |

Premios Iris
| Año  | Categoría                     | Título                | Resultado |
| ---- | ----------------------------- | --------------------- | --------- |
| 2019 | Mejor interpretación femenina | La caza. Monteperdido | Nominada  |
| 2021 | Mejor interpretación femenina | La caza. Tramuntana   | Nominada  |

Premios Zapping
| Año  | Categoría    | Título        | Resultado |
| ---- | ------------ | ------------- | --------- |
| 2015 | Mejor actriz | Sin identidad | Ganadora  |